# Villa Grove (Colorado)
Pour l’article homonyme, voir Villa Grove.
Villa Grove (anciennement Garibaldi ou Villagrove) est une communauté non incorporée du comté de Saguache, dans l'État du Colorado aux États-Unis.

## Histoire
La ville de Garibaldi est créée en 1870 par le Denver and Rio Grande Western Railroad ; elle est nommée d'après le révolutionnaire italien Giuseppe Garibaldi. De 1870 à 1890, elle marque le terminus sud de la voie étroite qui permet de franchir le col Poncha (en).
Le bureau de poste de Garibaldi ouvre le 13 juin 1870. Le 19 janvier 1872, la ville prend le nom de Villa Grove, qui n'est pas politisé. L'orthographe du nom est changée en Villagrove le 12 octobre 1894 avant de reprendre sa forme originelle le 1er juillet 1950.

## Service
Le bureau de poste de la communauté est desservi sous le code ZIP 81155.